# Список астероїдів (11401—11500)
| Назва                                | Тимчасове позначення | Дата відкриття    | Місце відкриття                     | Відкривач                                              |
| ------------------------------------ | -------------------- | ----------------- | ----------------------------------- | ------------------------------------------------------ |
| 11401 П'єральба (Pierralba)          | 1999 AF25            | 15 січня 1999     | Коссоль                             | ODAS                                                   |
| (11402) 1999 BD                      | 1999 BD              | 16 січня 1999     | Обсерваторія Оїдзумі                | Такао Кобаяші                                          |
| (11403) 1999 BW                      | 1999 BW              | 16 січня 1999     | Обсерваторія Ґекко                  | Тецуо Каґава                                           |
| 11404 Віттіг (Wittig)                | 1999 BX4             | 19 січня 1999     | Коссоль                             | ODAS                                                   |
| (11405) 1999 CV3                     | 1999 CV3             | 10 лютого 1999    | Сокорро (Нью-Мексико)               | LINEAR                                                 |
| 11406 Уччоконтін (Ucciocontin)       | 1999 CY14            | 15 лютого 1999    | Вішнянська обсерваторія             | Корадо Корлевіч                                        |
| (11407) 1999 CV50                    | 1999 CV50            | 10 лютого 1999    | Сокорро (Нью-Мексико)               | LINEAR                                                 |
| 11408 Заграднік (Zahradnik)          | 1999 EG3             | 13 березня 1999   | Обсерваторія Ондржейов              | Ленка Коткова                                          |
| 11409 Горкгаймер (Horkheimer)        | 1999 FD9             | 19 березня 1999   | Станція Андерсон-Меса               | LONEOS                                                 |
| (11410) 1999 FU34                    | 1999 FU34            | 19 березня 1999   | Сокорро (Нью-Мексико)               | LINEAR                                                 |
| (11411) 1999 HK1                     | 1999 HK1             | 16 квітня 1999    | Сокорро (Нью-Мексико)               | LINEAR                                                 |
| (11412) 1999 JE19                    | 1999 JE19            | 10 травня 1999    | Сокорро (Нью-Мексико)               | LINEAR                                                 |
| 11413 Кетенеч (Catanach)             | 1999 JG21            | 10 травня 1999    | Сокорро (Нью-Мексико)               | LINEAR                                                 |
| 11414 Алланчу (Allanchu)             | 1999 JU26            | 10 травня 1999    | Сокорро (Нью-Мексико)               | LINEAR                                                 |
| (11415) 1999 JG81                    | 1999 JG81            | 14 травня 1999    | Сокорро (Нью-Мексико)               | LINEAR                                                 |
| (11416) 1999 JK96                    | 1999 JK96            | 12 травня 1999    | Сокорро (Нью-Мексико)               | LINEAR                                                 |
| 11417 Чугтай (Chughtai)              | 1999 JW117           | 13 травня 1999    | Сокорро (Нью-Мексико)               | LINEAR                                                 |
| (11418) 1999 JN118                   | 1999 JN118           | 13 травня 1999    | Сокорро (Нью-Мексико)               | LINEAR                                                 |
| 11419 Донджонсон (Donjohnson)        | 1999 KS2             | 16 травня 1999    | Обсерваторія Кітт-Пік               | Spacewatch                                             |
| (11420) 1999 KR14                    | 1999 KR14            | 18 травня 1999    | Сокорро (Нью-Мексико)               | LINEAR                                                 |
| 11421 Кардано (Cardano)              | 1999 LW2             | 10 червня 1999    | Прескоттська обсерваторія           | Пол Комба                                              |
| 11422 Алілієнтал (Alilienthal)       | 1999 LD7             | 10 червня 1999    | Обсерваторія Кітт-Пік               | Spacewatch                                             |
| 11423 Кронін (Cronin)                | 1999 LT24            | 9 червня 1999     | Сокорро (Нью-Мексико)               | LINEAR                                                 |
| (11424) 1999 LZ24                    | 1999 LZ24            | 9 червня 1999     | Сокорро (Нью-Мексико)               | LINEAR                                                 |
| 11425 Віріданлоп (Wearydunlop)       | 1999 MF              | 18 червня 1999    | Обсерваторія Ріді-Крик              | Джон Бротон                                            |
| 11426 Мольстер (Molster)             | 2527 P-L             | 24 вересня 1960   | Паломарська обсерваторія            | К. Й. ван Гаутен, І. ван Гаутен-Ґроневельд, Т. Герельс |
| 11427 Віллемколфф (Willemkolff)      | 2611 P-L             | 24 вересня 1960   | Паломарська обсерваторія            | К. Й. ван Гаутен, І. ван Гаутен-Ґроневельд, Т. Герельс |
| 11428 Alcinoos                       | 4139 P-L             | 24 вересня 1960   | Паломарська обсерваторія            | К. Й. ван Гаутен, І. ван Гаутен-Ґроневельд, Т. Герельс |
| 11429 Demodokus                      | 4655 P-L             | 24 вересня 1960   | Паломарська обсерваторія            | К. Й. ван Гаутен, І. ван Гаутен-Ґроневельд, Т. Герельс |
| 11430 Лодевейкберг (Lodewijkberg)    | 9560 P-L             | 17 жовтня 1960    | Паломарська обсерваторія            | К. Й. ван Гаутен, І. ван Гаутен-Ґроневельд, Т. Герельс |
| 11431 Карелбосша (Karelbosscha)      | 4843 T-1             | 13 травня 1971    | Паломарська обсерваторія            | К. Й. ван Гаутен, І. ван Гаутен-Ґроневельд, Т. Герельс |
| 11432 Керховаен (Kerkhoven)          | 1052 T-2             | 29 вересня 1973   | Паломарська обсерваторія            | К. Й. ван Гаутен, І. ван Гаутен-Ґроневельд, Т. Герельс |
| 11433 Ґеммафрізіус (Gemmafrisius)    | 3474 T-3             | 16 жовтня 1977    | Паломарська обсерваторія            | К. Й. ван Гаутен, І. ван Гаутен-Ґроневельд, Т. Герельс |
| 11434 Лонерт (Lohnert)               | 1931 TC2             | 10 жовтня 1931    | Обсерваторія Гейдельберг-Кеніґштуль | К. В. Райнмут                                          |
| (11435) 1931 UB                      | 1931 UB              | 17 жовтня 1931    | Обсерваторія Гейдельберг-Кеніґштуль | К. В. Райнмут                                          |
| (11436) 1969 QR                      | 1969 QR              | 22 серпня 1969    | Гамбурзька обсерваторія             | Любош Когоутек                                         |
| 11437 Кардальда (Cardalda)           | 1971 SB              | 16 вересня 1971   | Астрономічний комплекс Ель-Леонсіто | Джеймс Ґібсон, Карлос Сеско                            |
| 11438 Зельдович (Zeldovich)          | 1973 QR1             | 29 серпня 1973    | КрАО                                | Смирнова Тамара Михайлівна                             |
| (11439) 1974 XW                      | 1974 XW              | 14 грудня 1974    | Обсерваторія Цзицзіньшань           | Обсерваторія Червона Гора                              |
| (11440) 1975 SC2                     | 1975 SC2             | 30 вересня 1975   | Паломарська обсерваторія            | Ш. Дж. Бас                                             |
| 11441 Anadiego                       | 1975 YD              | 31 грудня 1975    | Астрономічний комплекс Ель-Леонсіто | М. Сеско                                               |
| 11442 Сейдзінсансо (Seijin-Sanso)    | 1976 UN14            | 22 жовтня 1976    | Обсерваторія Кісо                   | Хірокі Косаї, Кіїтіро Фурукава                         |
| (11443) 1977 CP                      | 1977 CP              | 11 лютого 1977    | Паломарська обсерваторія            | Едвард Бовелл                                          |
| 11444 Пешехонов (Peshekhonov)        | 1978 QA2             | 31 серпня 1978    | КрАО                                | Черних Микола Степанович                               |
| 11445 Федотов (Fedotov)              | 1978 SC7             | 26 вересня 1978   | КрАО                                | Журавльова Людмила Василівна                           |
| 11446 Бетанкур (Betankur)            | 1978 TO8             | 9 жовтня 1978     | КрАО                                | Журавльова Людмила Василівна                           |
| (11447) 1978 UL4                     | 1978 UL4             | 27 жовтня 1978    | Паломарська обсерваторія            | Мішель Олмстід                                         |
| (11448) 1979 MB6                     | 1979 MB6             | 25 червня 1979    | Обсерваторія Сайдинг-Спрінг         | Е. Гелін, Ш. Дж. Бас                                   |
| 11449 Стефвернер (Stephwerner)       | 1979 QP              | 22 серпня 1979    | Обсерваторія Ла-Сілья               | Клаес-Інґвар Лаґерквіст                                |
| 11450 Шейрер (Shearer)               | 1979 QJ1             | 22 серпня 1979    | Обсерваторія Ла-Сілья               | Клаес-Інґвар Лаґерквіст                                |
| 11451 Ааронголден (Aarongolden)      | 1979 QR1             | 22 серпня 1979    | Обсерваторія Ла-Сілья               | Клаес-Інґвар Лаґерквіст                                |
| (11452) 1980 KE                      | 1980 KE              | 22 травня 1980    | Обсерваторія Ла-Сілья               | Анрі Дебеонь                                           |
| (11453) 1981 DS1                     | 1981 DS1             | 28 лютого 1981    | Обсерваторія Сайдинг-Спрінг         | Ш. Дж. Бас                                             |
| (11454) 1981 DT2                     | 1981 DT2             | 28 лютого 1981    | Обсерваторія Сайдинг-Спрінг         | Ш. Дж. Бас                                             |
| (11455) 1981 EN4                     | 1981 EN4             | 2 березня 1981    | Обсерваторія Сайдинг-Спрінг         | Ш. Дж. Бас                                             |
| (11456) 1981 EK9                     | 1981 EK9             | 1 березня 1981    | Обсерваторія Сайдинг-Спрінг         | Ш. Дж. Бас                                             |
| (11457) 1981 EF12                    | 1981 EF12            | 1 березня 1981    | Обсерваторія Сайдинг-Спрінг         | Ш. Дж. Бас                                             |
| (11458) 1981 EV12                    | 1981 EV12            | 1 березня 1981    | Обсерваторія Сайдинг-Спрінг         | Ш. Дж. Бас                                             |
| (11459) 1981 ET13                    | 1981 ET13            | 1 березня 1981    | Обсерваторія Сайдинг-Спрінг         | Ш. Дж. Бас                                             |
| (11460) 1981 EZ15                    | 1981 EZ15            | 1 березня 1981    | Обсерваторія Сайдинг-Спрінг         | Ш. Дж. Бас                                             |
| (11461) 1981 EM18                    | 1981 EM18            | 2 березня 1981    | Обсерваторія Сайдинг-Спрінг         | Ш. Дж. Бас                                             |
| (11462) 1981 ES23                    | 1981 ES23            | 3 березня 1981    | Обсерваторія Сайдинг-Спрінг         | Ш. Дж. Бас                                             |
| (11463) 1981 EN24                    | 1981 EN24            | 2 березня 1981    | Обсерваторія Сайдинг-Спрінг         | Ш. Дж. Бас                                             |
| (11464) 1981 EL28                    | 1981 EL28            | 6 березня 1981    | Обсерваторія Сайдинг-Спрінг         | Ш. Дж. Бас                                             |
| (11465) 1981 EP30                    | 1981 EP30            | 2 березня 1981    | Обсерваторія Сайдинг-Спрінг         | Ш. Дж. Бас                                             |
| (11466) 1981 EL33                    | 1981 EL33            | 1 березня 1981    | Обсерваторія Сайдинг-Спрінг         | Ш. Дж. Бас                                             |
| (11467) 1981 EA36                    | 1981 EA36            | 3 березня 1981    | Обсерваторія Сайдинг-Спрінг         | Ш. Дж. Бас                                             |
| (11468) 1981 EU42                    | 1981 EU42            | 2 березня 1981    | Обсерваторія Сайдинг-Спрінг         | Ш. Дж. Бас                                             |
| (11469) 1981 EZ42                    | 1981 EZ42            | 2 березня 1981    | Обсерваторія Сайдинг-Спрінг         | Ш. Дж. Бас                                             |
| (11470) 1981 EE47                    | 1981 EE47            | 2 березня 1981    | Обсерваторія Сайдинг-Спрінг         | Ш. Дж. Бас                                             |
| (11471) 1981 EH48                    | 1981 EH48            | 6 березня 1981    | Обсерваторія Сайдинг-Спрінг         | Ш. Дж. Бас                                             |
| (11472) 1981 SE9                     | 1981 SE9             | 24 вересня 1981   | Пертська обсерваторія               | Пертська обсерваторія                                  |
| 11473 Барбареско (Barbaresco)        | 1982 SC              | 22 вересня 1982   | Станція Андерсон-Меса               | Едвард Бовелл                                          |
| (11474) 1982 SM2                     | 1982 SM2             | 18 вересня 1982   | Обсерваторія Ла-Сілья               | Анрі Дебеонь                                           |
| (11475) 1982 VL                      | 1982 VL              | 11 листопада 1982 | Обсерваторія Клеть                  | Зденька Ваврова                                        |
| 11476 Stefanosimoni                  | 1984 HH1             | 23 квітня 1984    | Обсерваторія Ла-Сілья               | Вінченцо Дзаппала                                      |
| (11477) 1984 SY1                     | 1984 SY1             | 29 вересня 1984   | Обсерваторія Клеть                  | Антонін Мркос                                          |
| (11478) 1985 CD                      | 1985 CD              | 14 лютого 1985    | Тойота                              | Кендзо Судзукі, Такеші Урата                           |
| (11479) 1986 EP5                     | 1986 EP5             | 6 березня 1986    | Обсерваторія Ла-Сілья               | Джованні де Санктіс                                    |
| 11480 Великий Устюг (Velikij Ustyug) | 1986 RW5             | 7 вересня 1986    | КрАО                                | Черних Людмила Іванівна                                |
| 11481 Знання (Znannya)               | 1987 WO1             | 22 листопада 1987 | Станція Андерсон-Меса               | Едвард Бовелл                                          |
| (11482) 1988 BW                      | 1988 BW              | 25 січня 1988     | Обсерваторія Кушіро                 | Сейджі Уеда, Хіроші Канеда                             |
| (11483) 1988 BC4                     | 1988 BC4             | 19 січня 1988     | Обсерваторія Ла-Сілья               | Анрі Дебеонь                                           |
| 11484 Доде (Daudet)                  | 1988 DF2             | 17 лютого 1988    | Обсерваторія Ла-Сілья               | Ерік Вальтер Ельст                                     |
| 11485 Цінцендорф (Zinzendorf)        | 1988 RW3             | 8 вересня 1988    | Обсерваторія Карла Шварцшильда      | Ф. Бернґен                                             |
| (11486) 1988 RE6                     | 1988 RE6             | 5 вересня 1988    | Обсерваторія Ла-Сілья               | Анрі Дебеонь                                           |
| (11487) 1988 RG10                    | 1988 RG10            | 14 вересня 1988   | Обсерваторія Серро Тололо           | Ш. Дж. Бас                                             |
| (11488) 1988 RM11                    | 1988 RM11            | 14 вересня 1988   | Обсерваторія Серро Тололо           | Ш. Дж. Бас                                             |
| (11489) 1988 SN                      | 1988 SN              | 22 вересня 1988   | Обсерваторія Кушіро                 | Сейджі Уеда, Хіроші Канеда                             |
| (11490) 1988 TE                      | 1988 TE              | 3 жовтня 1988     | Обсерваторія Кушіро                 | Сейджі Уеда, Хіроші Канеда                             |
| (11491) 1988 VT2                     | 1988 VT2             | 8 листопада 1988  | Обсерваторія Кушіро                 | Сейджі Уеда, Хіроші Канеда                             |
| 11492 Сімосе (Shimose)               | 1988 VR3             | 13 листопада 1988 | Обсерваторія Кітамі                 | Кін Ендате, Кадзуро Ватанабе                           |
| (11493) 1988 VN5                     | 1988 VN5             | 4 листопада 1988  | Обсерваторія Клеть                  | Антонін Мркос                                          |
| 11494 Хібікі (Hibiki)                | 1988 VM9             | 2 листопада 1988  | Обсерваторія Кітамі                 | Масаюкі Янаї, Кадзуро Ватанабе                         |
| 11495 Фукунаґа (Fukunaga)            | 1988 XR              | 3 грудня 1988     | Обсерваторія Кітамі                 | Кін Ендате, Кадзуро Ватанабе                           |
| 11496 Ґрас (Grass)                   | 1989 AG7             | 10 січня 1989     | Обсерваторія Карла Шварцшильда      | Ф. Бернґен                                             |
| (11497) 1989 CG1                     | 1989 CG1             | 6 лютого 1989     | Паломарська обсерваторія            | Е. Гелін                                               |
| 11498 Жульґерц (Julgeerts)           | 1989 GS4             | 3 квітня 1989     | Обсерваторія Ла-Сілья               | Ерік Вальтер Ельст                                     |
| 11499 Дюрас (Duras)                  | 1989 RL              | 2 вересня 1989    | Обсерваторія Верхнього Провансу     | Ерік Вальтер Ельст                                     |
| 11500 Tomaiyowit                     | 1989 UR              | 28 жовтня 1989    | Паломарська обсерваторія            | Жан Мюллер, Дж. Менденголл                             |

| ← Астероїди 10001—20000 → |             |             |             |             |             |             |             |             |             |
| 10001—10100               | 11001—11100 | 12001—12100 | 13001—13100 | 14001—14100 | 15001—15100 | 16001—16100 | 17001—17100 | 18001—18100 | 19001—19100 |
| 10101—10200               | 11101—11200 | 12101—12200 | 13101—13200 | 14101—14200 | 15101—15200 | 16101—16200 | 17101—17200 | 18101—18200 | 19101—19200 |
| 10201—10300               | 11201—11300 | 12201—12300 | 13201—13300 | 14201—14300 | 15201—15300 | 16201—16300 | 17201—17300 | 18201—18300 | 19201—19300 |
| 10301—10400               | 11301—11400 | 12301—12400 | 13301—13400 | 14301—14400 | 15301—15400 | 16301—16400 | 17301—17400 | 18301—18400 | 19301—19400 |
| 10401—10500               | 11401—11500 | 12401—12500 | 13401—13500 | 14401—14500 | 15401—15500 | 16401—16500 | 17401—17500 | 18401—18500 | 19401—19500 |
| 10501—10600               | 11501—11600 | 12501—12600 | 13501—13600 | 14501—14600 | 15501—15600 | 16501—16600 | 17501—17600 | 18501—18600 | 19501—19600 |
| 10601—10700               | 11601—11700 | 12601—12700 | 13601—13700 | 14601—14700 | 15601—15700 | 16601—16700 | 17601—17700 | 18601—18700 | 19601—19700 |
| 10701—10800               | 11701—11800 | 12701—12800 | 13701—13800 | 14701—14800 | 15701—15800 | 16701—16800 | 17701—17800 | 18701—18800 | 19701—19800 |
| 10801—10900               | 11801—11900 | 12801—12900 | 13801—13900 | 14801—14900 | 15801—15900 | 16801—16900 | 17801—17900 | 18801—18900 | 19801—19900 |
| 10901—11000               | 11901—12000 | 12901—13000 | 13901—14000 | 14901—15000 | 15901—16000 | 16901—17000 | 17901—18000 | 18901—19000 | 19901—20000 |